# Topaz Ranch Estates
Topaz Ranch Estates es un lugar designado por el censo ubicado en el condado de Douglas en el estado estadounidense de Nevada. En el año 2010 tenía una población de 1.501 habitantes.

## Geografía
Topaz Ranch Estates se encuentra ubicado en las coordenadas 38°44′8″N 119°30′3″O / 38.73556, -119.50083.